# Ambivalence Avenue
Ambivalence Avenue es un álbum de música folk/electrónica por Bibio. Es su primer álbum en Warp Records y salió a la venta en junio de 2009. 

## Lista de canciones
1. Ambivalence Avenue – 3:42
2. Jealous of Roses – 2:35
3. All the Flowers – 1:05
4. Fire Ant – 4:58
5. Haikuesque (When She Laughs) – 3:32
6. Sugarette – 3:54
7. Lovers' Carvings – 3:58
8. Abrasion – 2:46
9. S'vive – 4:05
10. The Palm of Your Wave – 2:25
11. Cry! Baby! – 3:57
12. Dwrcan – 5:55

- Datos: Q2842103